# Новониколаевка (Матвеево-Курганский район)
Новоникола́евка — село в Матвеево-Курганском районе Ростовской области.
Административный центр Новониколаевского сельского поселения.

## География

### Улицы
- ул. 40 лет Победы,
- ул. Ленина,
- ул. Молодёжная,
- ул. Садовая,
- пер. Николаевский,
- пер. Почтовый.

## История
Одно из первых упоминаний о селе Новониколаевка относится к 1899 году. В это время здесь располагались 24 двора, принадлежавших крестьянам-переселенцам. Несмотря на малочисленность населения, село считалось зажиточным.
Достопримечательностью села является Храм Рождества Пресвятой Богородицы.

## Население
| 2010 |
| ---- |
| 652  |

## Социальная сфера
В селе развита инфраструктура. Имеется школа, Дворец культуры, четыре магазина, детский сад, медицинский пункт.